# 1402

## أحداث
- 21 مايو - بعد وفاة ماريا ملكة صقلية، يصبح زوجها مارتينو الأول ملك صقلية حاكما أوحدا، ويتزوج بلانش النافارية.

## مواليد
- إليانور من أراغون (ملكة البرتغال)
- إيزابيلا من بارسيلوس
- ابن الشحنة الصغير
- فرناندو الأمير القديس
- همفري ستافورد
- وسيم يوسف